# Balázs Miklós
Balázs Miklós (Gyergyószentmiklós, 1946. december 5. –) fotográfus, vállalkozó.
Több évtizedes munkássága során, folyamatosan nyomában járt a város életében bekövetkezett változásoknak.Emellett vállalkozott a város környékének csodálatos természeti adottságainak képi megformálására is.
A fényképészeti technikumot Bukarestben végezte 1974-ben. Ezt követően 1989 után újra debütáló helyi újságokban találkozhatunk teljes értékű dokumentáló felvételeivel. A 20. század elején tevékenykedő fotográfusokkal ellentétben túllépte az akkori fényképészek mozgásterét. Alapító tagja a Csíkszeredában működő Hargita Fotóklubnak. Fotográfiái 1977-1989 között valahány hazai fotókiállításon jelen voltak, emellett számos nemzetközi fotókiállításon láthattuk fényképeit.
Több mint tizenöt országos fotókiállításon első díjat nyert. Fotói egyaránt helyet kaptak Brassó, Kovászna, Marosvásárhely, Bukarest, Nagyszeben, Székelyudvarhely, Csíkszereda tárlatain.
Gyergyószentmiklóson 1984-ben állított ki egyéni tárlatot, majd 1992-ben Siófokon, 1994-ben és 1996-ban újra Gyergyószentmiklóson. 1998-ban pedig Székelyudvarhelyen mutatkozott egyéni művekkel.